# Motvikt

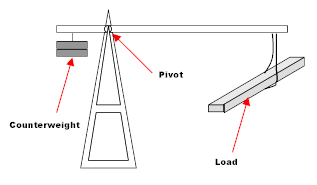
En enkel kran, som använder sig av en motvikt.

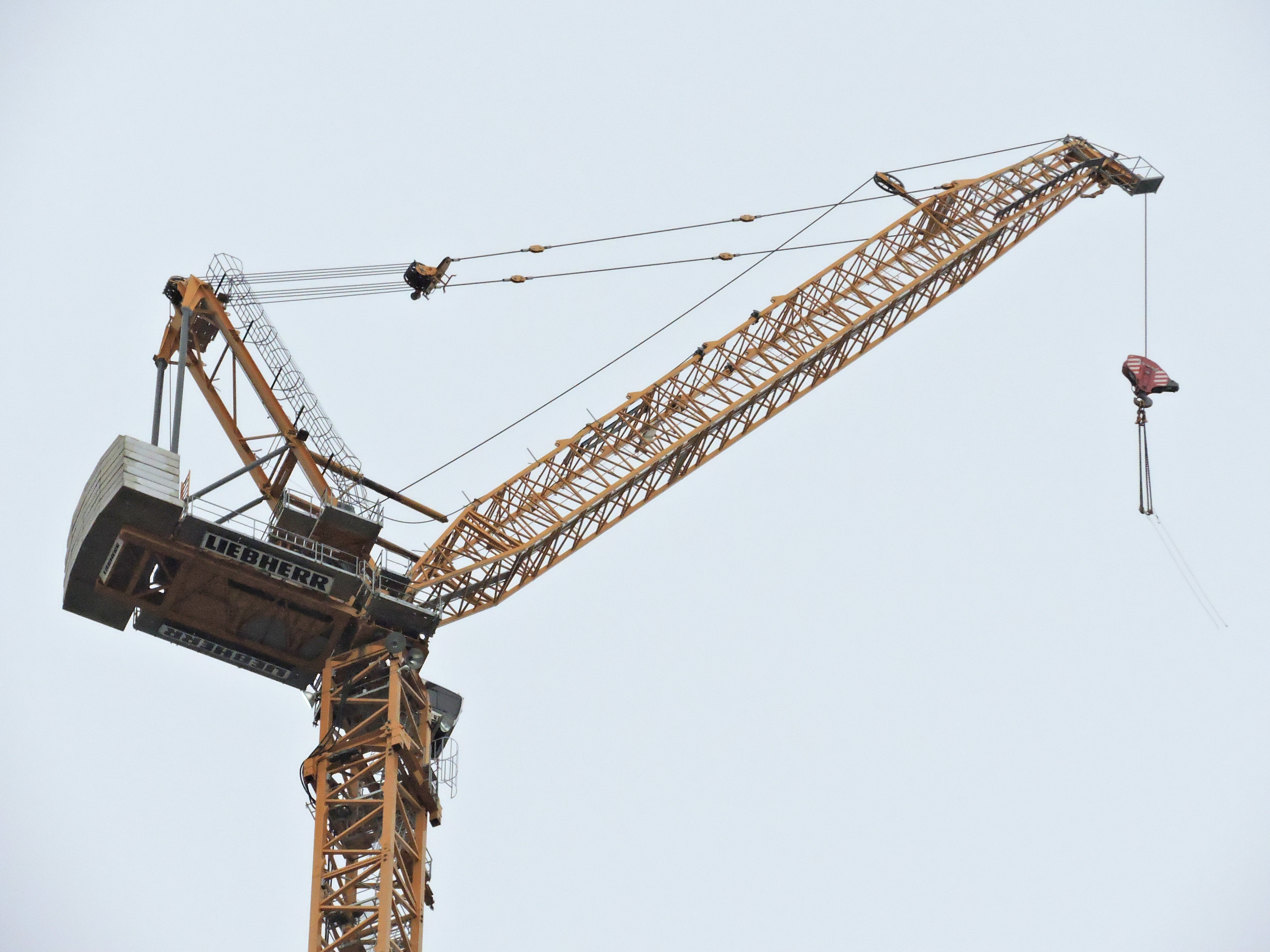

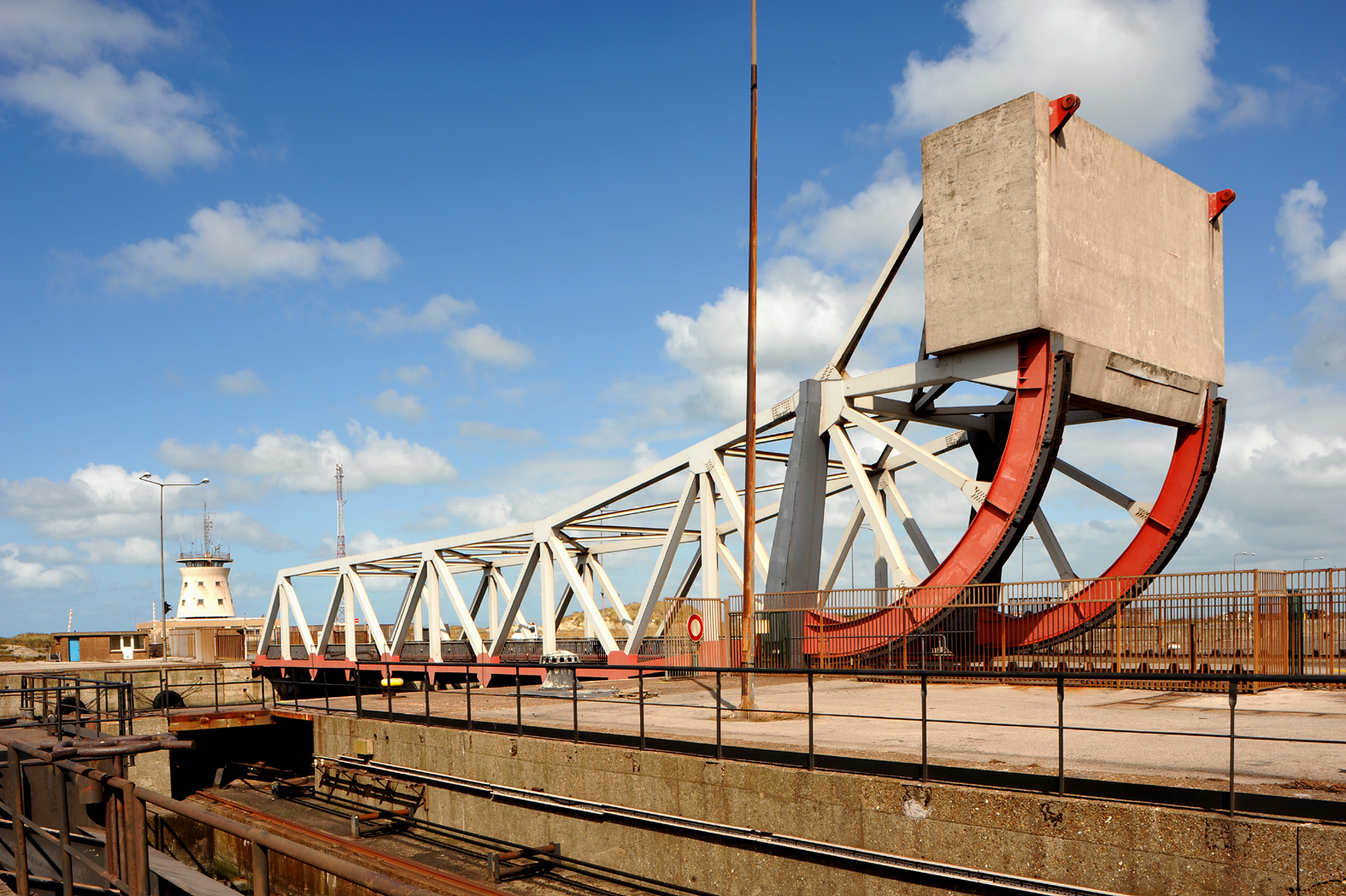
En klaffbro med en motvikt av cement.

En motvikt är en anordning i ett mekaniskt system, som genom sin tyngd håller systemet i jämvikt. Motvikter används bland annat i hissar, lyftkranar eller i vissa typer av klaffbroar.